# Савичева, Александра Алексеевна
Александра Алексеевна Савичева (род. 29 мая 1998, Ярославль) – российский боец смешанных единоборств, чемпионка мира по кикбоксингу 2021 по версии WAKO, многократный победитель и призёр чемпионатов России по кикбоксингу и кудо, мастер спорта России международного класса по кикбоксингу и кудо, 3 дан.

## Биография
Родилась 29 мая 1998 года в Ярославле. С 7 лет начала заниматься кудо. Училась в ярославской школе № 43 В 2016 году переехала во Владивосток и начала заниматься кикбоксингом в спортивной школе «Бастион» под руководством заслуженного тренера России Юрия Ивановича Бородия.
В 2020 году получила звание мастер спорта России международного класса по кудо, а в 2022 году – по кикбоксингу.
В 2022 году дебютировала в смешанных единоборствах. В 2023 году провела два боя в лиге ONE Championship.

## Достижения

### Кикбоксинг
- Чемпионка мира – 2021[7]
- Чемпионка России – 2022[8]
- Трёхкратный серебряный призёр чемпионатов России – 2019[9], 2021, 2023[10]
- Бронзовый призёр чемпионата России 2020[11]

### Кудо
- Серебряный призёр чемпионата мира – 2018[12]
- Трёхкратная чемпионка России – 2017[13], 2020[14], 2021[15]
- Победитель Кубка России – 2018[16]

## Статистика в ММА
| Боёв 5   | Побед 4 | Поражений 1 |
| -------- | ------- | ----------- |
| Нокаутом | 2       | 0           |
| Сдачей   | 0       | 1           |
| Решением | 2       | 0           |

| Результат | Рекорд | Соперник            | Способ                     | Турнир                                              | Дата             | Раунд | Время | Место                | Примечание  |
| --------- | ------ | ------------------- | -------------------------- | --------------------------------------------------- | ---------------- | ----- | ----- | -------------------- | ----------- |
| Победа    | 5–1    | Анастасия Дюжикова  | Удушающий приём (сзади)    | Octagon Promotion – Octagon 51                      | 21 октября 2023  | 2     | 2:58  | Алма-Ата, Казахстан  |             |
| Победа    | 4–1    | Бурайма Акбалаева   | Единогласное решение       | Octagon Promotion – Octagon 47: Almakhan vs. Gloria | 22 июля 2023     | 3     | 5:00  | Алма-Ата, Казахстан  |             |
| Поражение | 3–1    | Анеля Токтогонова   | Сдача (залом шеи)          | ONE Championship – One Friday Fights 11             | 31 марта 2023    | 1     | 2:13  | Бангкок, Таиланд     |             |
| Победа    | 3–0    | Зеба Бано           | Технический нокаут (удары) | ONE Championship – One Friday Fights 5              | 17 февраля 2023  | 1     | 3:39  | Бангкок, Таиланд     |             |
| Победа    | 2–0    | Александра Сафонова | Единогласное решение       | Colosseum MMA – Battle of Champions 35              | 25 декабря 2022  | 2     | 5:00  | Москва, Россия       |             |
| Победа    | 1–0    | Зарема Алоева       | Технический нокаут (удары) | RCC – Intro 23                                      | 23 сентября 2022 | 1     | 0:35  | Екатеринбург, Россия | Дебют в ММА |